# 佐野晶哉
佐野 晶哉（さの まさや、2002年3月13日 - ）は、日本のアイドル、タレント、俳優、歌手。男性アイドルグループ・Aぇ! groupのメンバー。愛称は、晶哉、佐野、まぁー。
兵庫県西宮市出身。STARTO ENTERTAINMENT所属。

## 来歴
5歳上の兄の影響で小学2年生からミュージカルスクールに通い、小学4年から卒業までの2年間、劇団四季の舞台に子役として出演していた。
中学2年の時、友人が出演していた『Endless SHOCK』を観劇し、「こんなこと（ミュージカル）をしたい」と言ったところ、母がジャニーズに入りたいのかと勘違いし履歴書を送付。「まあ、受かるわけないし、行くだけ行ってみるか」とオーディションを受け、2016年8月2日にジャニーズ事務所に入所。
入所半年後、コンサートのリハーサル中に振付師から「ドラムできるか？」と聞かれ、未経験だったものの、今後の活動につながると直感し「できます」と答える。そのコンサートを機に、正門良規、小島健とバンドトリオとして活動することとなった。
大学受験のため1年間休業しようと決断、事務所にも意向を伝える。しかしメンバーに止められ、活動を続けたい意思を再度事務所に伝えた。その後、正式に2019年2月18日、Aぇ! groupのメンバーに選ばれる。グループではドラムを担当。
2022年5月、『20歳のソウル』で映画初出演。ピアノの弾き語り動画を見た秋山純監督から、両親に支えてもらいながら音楽をしている環境も含め、「日本中を探しても、斗真を演じられる俳優は佐野くんしかいない」と抜擢された。
2024年5月15日、Aぇ! groupとしてCDデビュー。

## 人物
- 中学時代は吹奏楽部に所属し[11]、サックスを担当していた[10][16]。高校は西宮市にある声楽科のある学校に進学[10][17]。高校卒業後は音楽大学（短大）の作曲科へ進学し[10][11]、2022年春に卒業した[18]。
- 2022年1月15日に生放送された『100点カラオケ音楽祭』で、関ジャニ∞の「友よ」を歌い、100点を取る[19]。獲得した賞金100万円で「MVを作りたい」という願いが実現し、グループ初のミュージックビデオを制作することを5月10日にYouTube公式チャンネル「ジャニーズJr.チャンネル」で発表した[20]。しかし実際は制作される前にグループでのCDデビューが決定したためこの企画は無くなり[21]、賞金はデビュー曲「《A》BEGINNING」のMVを撮影したサンドーム福井の使用料として一部が使用された[22]。
- 2021年ごろに2級船舶免許を取得している[23]。

## 出演
個人での出演のみ記載。グループとしての出演はAぇ! group#出演を参照。

### テレビドラマ
- 年下彼氏 第15話「オトナのオトコ大作戦」（2020年5月31日、朝日放送テレビ） - 主演・ジュン 役（大西風雅、岡﨑彪太郎とのトリプル主演）[24][25]
- ジモトに帰れないワケあり男子の14の事情 第11話 「隣の芝生はアオい!?」（2021年6月5日、朝日放送テレビ） - 主演・ジュンヤ 役[26]
- あなたのブツが、ここに（2022年8月22日 - 9月29日、NHK総合） - 峯田健太 役[27]
- 離婚後夜（2024年10月13日 - 12月15日、テレビ朝日 / 2024年10月14日 - 12月16日、朝日放送テレビ） - 主演・宝条伊織 役[28]
- Dr.アシュラ（2025年4月16日 - 6月25日、フジテレビ） - 薬師寺保 役[29]

### 配信ドラマ
- Dr.アシュラ スペシャルドラマ「医療監修編」（2025年6月11日、FOD） - 主演・薬師寺保 役[30]

### 映画
- 真夜中乙女戦争（2022年1月21日公開、KADOKAWA） - 佐藤 役[31]
- 20歳のソウル（2022年5月27日公開、日活） - 佐伯斗真 役  [13][32]
- 明日を綴る写真館（2024年6月7日公開、アスミック・エース） - 五十嵐太一 役[33][注 2]
- か「」く「」し「」ご「」と「（2025年5月30日公開、松竹） - 高崎博文（ヅカ） 役[35]
- おそ松さん 第2弾（2026年新春公開予定、東宝） - 主演・チョロ松 役（Aぇ! groupとして主演）[36]

### 劇場アニメ
- トリツカレ男（2025年11月7日公開予定、バンダイナムコフィルムワークス） - 主演・ジュゼッペ 役[37]

### 吹き替え
- ヨウゼン（2025年3月21日公開、ブシロードムーブ / 面白映画） - 主演・ヨウゼン 役（増田俊樹とダブル主演）[38][39]

### 舞台
- 劇団四季
  - サウンドオブミュージック- クルト 役[40]
  - ライオンキング - ヤングシンバ 役[41]
- 少年たち 南の島に雪は降る（2017年8月2日 - 27日、大阪松竹座）[42]
- もしも塾（2019年5月25日・26日、萩市民館大ホール）[43]
- 忘れてもらえないの歌（2019年10月15日 - 30日、赤坂ACTシアター / 11月4日 - 10日、オリックス劇場） - 川崎大 役 [44]
- THE BEGINNING 〜笑劇〜（2022年1月31日 - 2月20日、東京グローブ座 / 2月23日 - 3月6日、サンケイホールブリーゼ）[45]
- もしも塾（2023年3月22日、東京グローブ座）[46]
- 音楽朗読劇『ひまわりの歌〜ヘブンズ・レコードからの景色〜』（2025年1月17日 - 26日、神戸朝日ホール / 1月30日 - 2月8日、有楽町朝日ホール） - 主演・タケル 役[47][48]

### イベント
- LOVE IT!ROCK 2024（2024年8月24日、国立代々木競技場第一体育館）[49][50]
  - LOVE IT!ROCK 2025 （2025年8月23日〈予定〉、国立代々木競技場 第一体育館）[51]
- 秋の火災予防運動（2024年11月9日、イオンモール神戸南） - 神戸市消防局の一日消防署長[17][52]
- Rakuten GirlsAward 2025 SPRING/SUMMER（2025年5月3日、国立代々木競技場第一体育館） - 映画『か「」く「」し「」ご「」と「』のスペシャルステージ出演[53]
- 横山万博（2025年9月11日予定、大阪・関西万博 EXPO アリーナ「Matsuri」）[54]

## 作品
- 神様のバカヤロー（作詞：小島健、作曲：佐野晶哉）[55] - JASRAC作品コード：246-3812-9
- ボクブルース（作詞：小島健、作曲：佐野晶哉）[56] - JASRAC作品コード：249-4118-2
- SHOWGEKI!（作詞：小島組、作曲：佐野晶哉） - JASRAC作品コード：271-4297-3
- 僕らAぇ! groupって言いますねん[57]（作詞：Aぇ! group、作曲：佐野晶哉） - JASRAC作品コード：276-6659-0
- ストーリぃ！（作詞：佐野晶哉、作曲：佐野晶哉） - JASRAC作品コード：279-0874-7
- 愛してるって言わNight（作詞：小島健、作曲：佐野晶哉）[58]
- Aぇ You Ready?（作詞・作曲：佐野晶哉）[59]